# 中嶋茜
中岛茜（日语：／ Nakashima Akane，1990年8月17日—），岐阜县出身，日本女子盲人门球运动员。她曾代表日本参加2012年夏季残疾人奥林匹克运动会盲人门球比赛，获得一枚金牌。